# Piłka (gimnastyka)

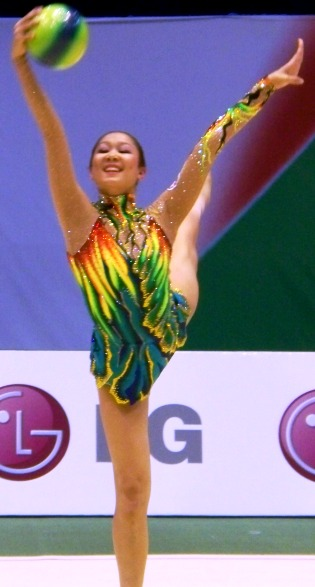
Zawodniczka w ćwiczeniach z piłką

Piłka – jeden z obowiązkowych przyrządów, z jakimi występują zawodniczki w gimnastyce artystycznej. Wykorzystywana jest w układach indywidualnych. 
Piłka, używana w gimnastyce, wykonana jest z gumy lub innego materiału syntetycznego (pod warunkiem, że zachowuje te same właściwości). Jej średnica musi mieścić się między 18 a 20 cm, a waga nie może być mniejsza niż 400 g. Kolor nie ma znaczenia – może być jedno- lub wielobarwna; zwykle barwa piłki zsynchronizowana jest ze strojem zawodniczki.
Do obowiązkowych ćwiczeń wykonywanych z piłką należą m.in. podrzuty, kozłowanie i toczenie. Zawodniczka nie może piłki upuścić (zgubić). Powinna pracować obydwoma rękami, na całej powierzchni planszy.

## Strony zewnętrzne / Źródła
- Rhythmic gymnastics equipment – Ball specifications. info.specialolympics.org. [zarchiwizowane z tego adresu (2010-07-05)]. (ang.)
- Wymagane ćwiczenia dla młodszych kategorii. kinga-iks.webpark.pl. [zarchiwizowane z tego adresu (2008-10-02)].